# Comté de Sainte-Geneviève
Pour les articles homonymes, voir Sainte-Geneviève.
Le comté de Sainte Geneviève est un comté de l'État américain du Missouri.
Encore aujourd'hui composé d'une minorité de francophones ayant un dialecte propre : le français du Missouri

## Comtés voisins
- Comté de Saint Francois (à l'ouest)
- Comté de Jefferson (au nord)
- Comté de Monroe (au nord-est)
- Comté de Randolph (à l'est)
- Comté de Perry (au sud et au sud-est)

## Transports
- Interstate 55
- U.S. Route 61
- Missouri Route 32

## Villes
- Ste-Genevieve
- Bloomsdale
- Saint Mary

## Cantons(Townships)
- Canton de Beauvais